# Platysepalum hirsutum
Platysepalum hirsutum là một loài thực vật có hoa trong họ Đậu. Loài này được (Dunn) Hepper miêu tả khoa học đầu tiên.